# Liste der Kulturdenkmäler in Enspel
In der Liste der Kulturdenkmäler in Enspel sind alle Kulturdenkmäler der rheinland-pfälzischen Ortsgemeinde Enspel aufgeführt. Grundlage ist die Denkmalliste des Landes Rheinland-Pfalz (Stand: 21. Dezember 2021).

## Einzeldenkmäler
| Bezeichnung                                 | Lage                      | Baujahr | Beschreibung | Bild                           |
| ------------------------------------------- | ------------------------- | ------- | --- | ------------------------------ |
| Scheune                                     | Rotenhainer Straße 9 Lage | 1692    | Fachwerkscheune, teilweise massiv, bezeichnet 1692 | Fotos hochladen                |
| Tertiär- und Industrie-Erlebnispark Stöffel | Stöffelstraße Lage        | ab 1912 | ehemaliges Basaltwerk Fa. Adrian GmbH; Anlagen der Basaltverarbeitung, u. a. Vorbrecher und Brecher, Werkstattgebäude, Büro- und Gemeinschaftsgebäude (1938), Gleisanschluss; Zeugnis der Basaltverarbeitung von 1912 bis 1970 | weitere Bilder Fotos hochladen |